# Roger Suraud
Roger Suraud, né le 31 octobre 1938 à Saint-Étienne et mort le 31 mai 2016 à Magescq, est un peintre français.

## Biographie
Fils et petit-fils de sculpteurs, il est dirigé vers une formation d’architecte « afin de permettre au don d’exprimer sans encourir les aléas d’une vie d’artiste »… Et il obtient le 1er Prix d’Architecture de l’École des beaux-arts en 1956 et 1957, sans oublier cette même année 1957, le prix des « Arts du Forez ».
Mais l’appel de la peinture brise toutes les résistances. Roger Suraud commence à participer à divers salons :
- 1964 – Salon des beaux-arts de Lyon, 1er Prix
- 1967 – Salon des beaux-arts de l’Île-de-France, 1er Prix
- 1968
  - Salon de Vannes
  - Salon d’Hiver au Grand Palais à Paris
  - Salon des Surindépendants
  - Congrès international de Vichy, Médaille d’Or
  - Salon du Val-de-Marne, 1er Prix
- 1969 – Salon du Grand Prix international des poètes et artistes de France. Médaille d’or
- 1970 – Finaliste du Grand Prix international de Deauville
- 1971 – Salon d’hiver au Grand Palais, Paris
- 1977 – Salon des Surindépendants, Paris
- 1978 - Salon des Surindépendants, Paris
- 1980-1982 - Salons d’Hiver au Grand Palais, Paris
- 1983
  - Salon des artistes français au Grand Palais, Paris
  - Salon d'automne, Paris
  - Salon d’Hiver au Grand Palais, Paris
- 1984 – Salon d’Art International, rue Taine, Paris
- 1984 – 1985
- Salon des artistes français au Grand Palais, Paris
- Salon d'automne au Grand Palais, Paris
- 1987
- Salon de l’Académie européenne des Arts à Pau, Grand Prix de la Ville
- Vallauris : Grand Prix de la Ville
- 1992 – Salon « Regards », Lamballe
- 1993
  - Salon « Regards », Lamballe
  - Chécy, Château du Croc, prix du Public MRA
  - Europ’Art, Genève

1994 – Europ’Art, Genève…
De 1964 à aujourd’hui, des expositions personnelles de Roger Suraud ont eu lieu dans les galeries à Paris, Biarritz, Genève, Lyon, Pau, Monte-Carlo, Strasbourg, Albertville, Saint-Tropez, Vallauris, Saint-Paul-de-Vence, Annecy, Megève, Courchevel, Honfleur, Agen
De 1972 à 1985 : Exposition permanente dans son atelier de Paris, qu’il quitte pour s’installer dans les Landes où il crée une École de peinture en 1986.
Il existe des collections privées en Afrique, Allemagne, Angleterre, Belgique, France, Moyen-Orient, Suisse, USA[réf. nécessaire].